# Fresing

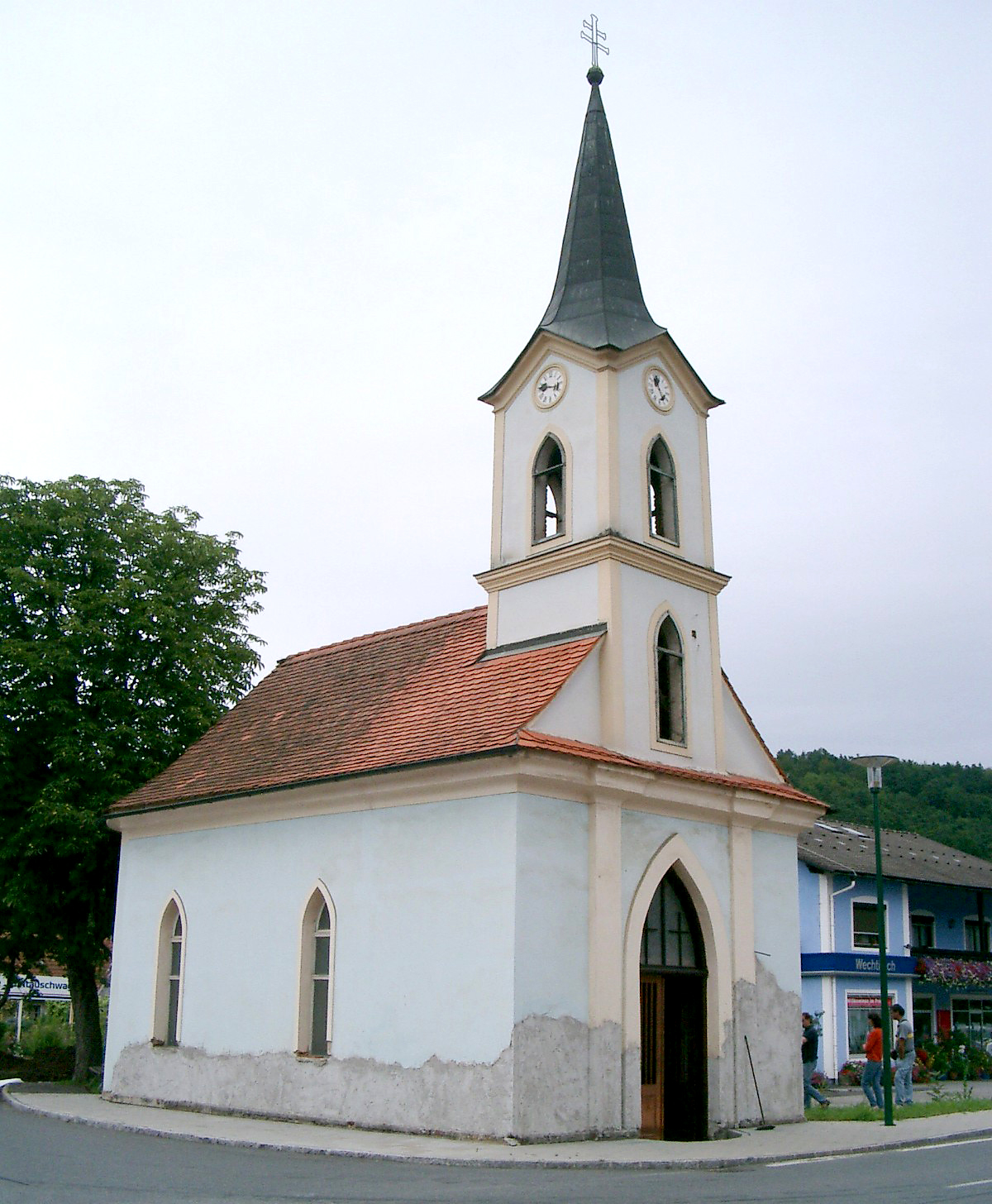
Kapelle Fresing

Fresing ist eine Ortschaft und eine Katastralgemeinde in der Gemeinde Kitzeck im Sausal im Bezirk Leibnitz in Steiermark.

## Geschichte
Der Name Fresing leitet sich vermutlich von dem Personennamen Friso oder Frising ab. Der Ort wurde erstmals 1280 als „Vresingen“ urkundlich erwähnt und gehörte zur Pfarre Kitzeck.
Fresing hat eine lange Tradition im Weinbau, der bereits im Mittelalter eine wichtige Rolle spielte. Die Rebflächen wurden über die Jahrhunderte hinweg kontinuierlich gepflegt und erweitert, wodurch Fresing heute Teil des Weinbaugebiets Südsteiermark ist. 
Im Jahr 1739 wurde die Kirche Kitzeck erbaut, die noch heute das Ortsbild prägt. Die Kirche ist dem heiligen Georg geweiht und hat einen barocken Hochaltar mit einem Gemälde des Heiligen.
Fresing ist heute ein Teil der Gemeinde Kitzeck im Sausal, die 1968 aus den ehemaligen Gemeinden Kitzeck im Sausal, Fresing und Greith gebildet wurde.

## Siedlungsentwicklung
Zum Jahreswechsel 1979/1980 waren in der Katastralgemeinde Fresing zusammengerechnet 86 Bauflächen mit 32.362 m² und 53 Gärten auf 48.897 m², 1989/1990 waren es 94 Bauflächen. 1999/2000 war die Anzahl der Bauflächen auf 144 angewachsen und 2009/2010 bestanden 124 Gebäude auf 266 Bauflächen.

## Bodennutzung
Die Katastralgemeinde ist landwirtschaftlich geprägt. 176 Hektar sind es zum Jahreswechsel 1979/1980 landwirtschaftlich genutzt gewesen und 87 Hektar waren forstwirtschaftliche Waldflächen. 1999/2000 ist es auf 178 Hektar Landwirtschaft betrieben worden und 86 Hektar sind es forstwirtschaftlich genutzte Flächen ausgewiesen gewesen. Ende 2018 waren 169 Hektar als landwirtschaftliche Flächen genutzt und Forstwirtschaft ist auf 87 Hektar betrieben worden. Die durchschnittliche Bodenklimazahl von Fresing ist 43,5 (zum Stand 2010).
Neben Weinbau und Forstwirtschaft spielt auch die Haltung von Nutztieren eine Rolle, darunter vor allem Alpakas, die für die Gewinnung von hochwertiger Wolle gezüchtet werden.

## Kultur und Sehenswürdigkeiten
Eine Sehenswürdigkeit ist die Kirche Pfarre Kitzeck. Es ist eine Barockkirche, die im 18. Jahrhundert erbaut wurde. Die Kirche verfügt über ein charakteristisches Turmdach und eine kleine Kuppel, die eine besondere architektonische Note verleiht. Die Kirche beherbergt auch einige wertvolle Kunstwerke, darunter eine Madonna.

## Wirtschaft und Infrastruktur
In Fresing gibt es eine Volksschule, die in die Bildungsstruktur der Gemeinde Kitzeck im Sausal eingebunden ist. Weiterführende Schulen befinden sich in den nahegelegenen Städten Heimschuh, Großklein, Leibnitz und Deutschlandsberg. 
Die Region ist gut an das überregionale Straßennetz angebunden, wobei die nächstgelegene Autobahnauffahrt bei Leibnitz liegt, etwa 14 Kilometer entfernt. Darüber hinaus verläuft eine Schnellstraße durch Fresing, das eine Anbindung zu den öffentlichen Verkehrsmittel in unmittelbarer Nähe bereitstellt. 
Die Katastralgemeinde verfügt über Glasfaser-Internetanschlüsse, die den Zugang zu schnellen Breitbandverbindungen ermöglichen. Zudem gab und gibt es kontinuierlich Initiativen zum Ausbau von nachhaltigen Energiequellen, insbesondere durch die Installation von Solaranlagen an den Wohnflächen der Einwohner.

### Feuerwehr

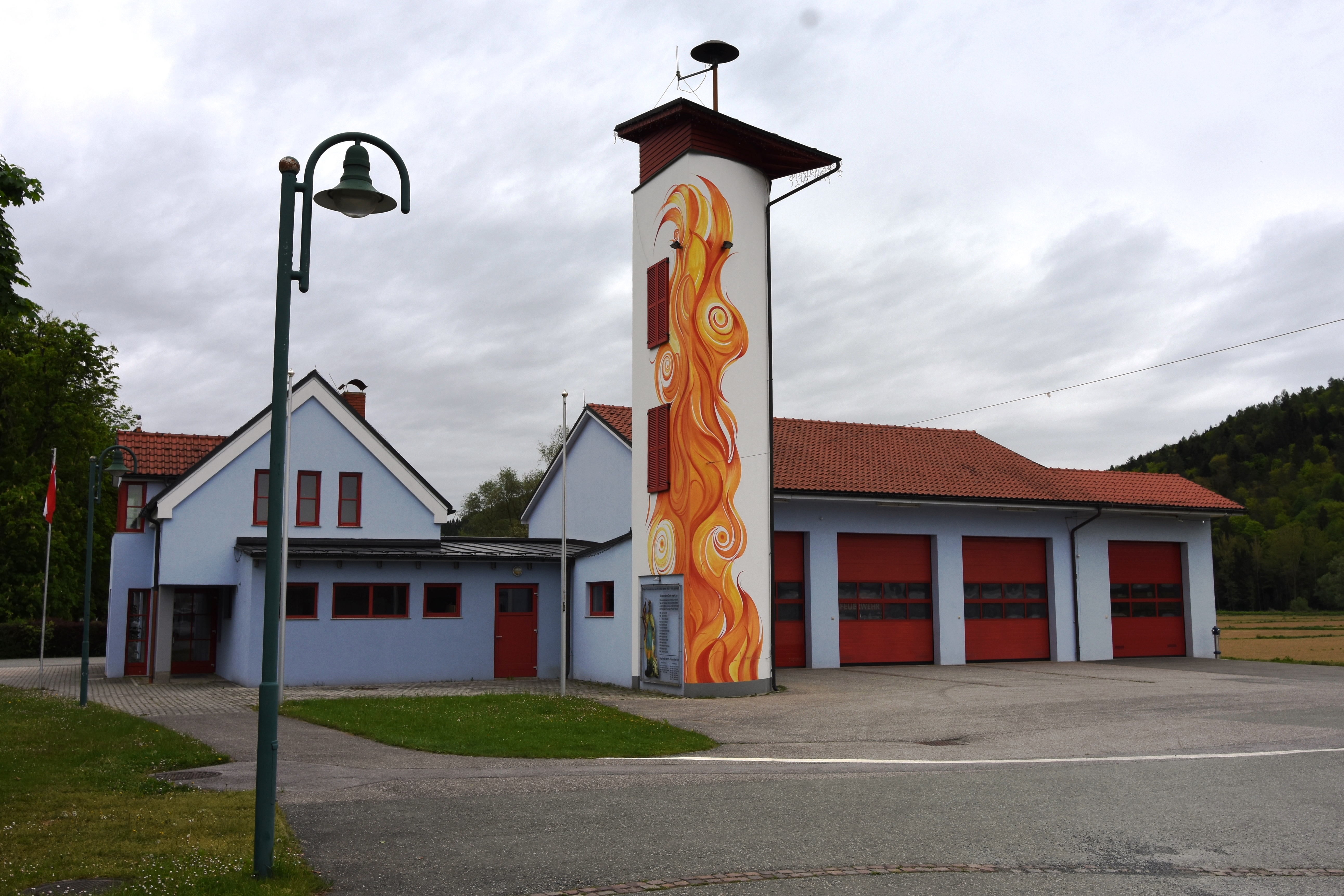
Freiwillige Feuerwehr Fresing

Die Freiwillige Feuerwehr Fresing ist eine Institution in der Gemeinde Kitzeck im Sausal.

„Aktuelle Projekte sind der Glasfaser- und Kanalausbau sowie die Neugestaltung des Mehrzweckplatzes.“

### Tourismus

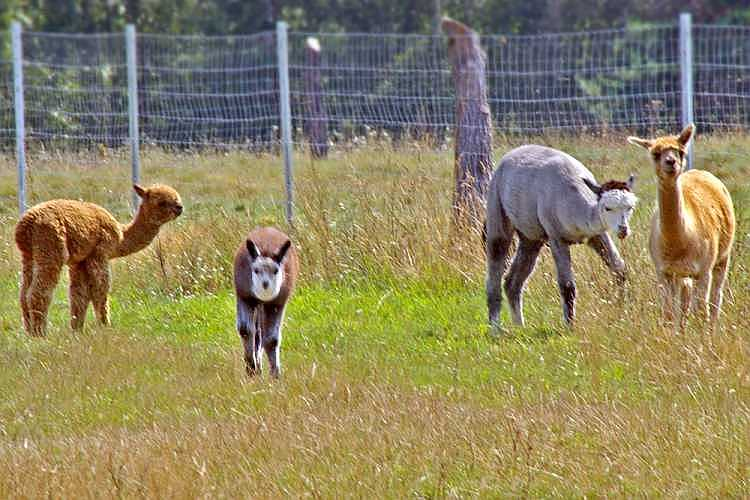
Eine der Alpakafarms in Fresing

Der Sportplatz ist ein beliebter Ort für verschiedene Sportarten wie Fußball, Basketball und Volleyball. Der Sportplatz ist eine wichtige Anlaufstelle für junge Menschen, die sich sportlich betätigen wollen.
Fresing ist auch bekannt für seine Wanderwege, die durch die Berge und Täler der Region führen. Die Landschaft ist voller natürlicher Schönheit, geschmückt mit malerischen Wäldern, saftigen Wiesen und eindrucksvollen Bergseen.
Fresing ist jedoch nicht nur für seine malerische Landschaft und seine Weinberge bekannt, sondern auch für seine Alpakas, die zu einer beliebten Attraktion für Besucher aus der ganzen Steiermark geworden sind. Die Alpakafarmen in Fresing bieten nicht nur die Möglichkeit, diese sanften Tiere zu bewundern, sondern auch einzigartige Alpakaspaziergänge durch die idyllische Umgebung anzubieten. Diese Spaziergänge sind nicht nur eine Gelegenheit, die Natur zu genießen, sondern auch eine beruhigende und entspannende Erfahrung, während man Seite an Seite mit den Alpakas durch Felder und Wälder wandert.
Darüber hinaus ist Fresing bekannt für die hochwertige Alpakawolle. Lokale Handwerker und Geschäfte in Fresing stellen eine Vielzahl von Produkten aus dieser Wolle her, darunter warme Kleidung, Decken, Schals und vieles mehr. Diese handgefertigten Produkte sind nicht nur beliebte Souvenirs für Besucher, sondern auch eine lokale Spezialität, die die Tradition und das Handwerk der Region widerspiegelt.